# Franz Steindachner
Franz Steindachner (Vienna, 11 novembre 1834 – Vienna, 10 dicembre 1919) è stato uno zoologo austriaco.
| Steindachner è l'abbreviazione standard utilizzata per le specie animali descritte da Franz Steindachner. Categoria:Taxa classificati da Franz Steindachner |